# Ferdinand de Maleingreau d'Hembise
Baron Ferdinand de Maleingreau d'Hembise (Sint-Kruis, 27 juni 1855 - 3 oktober 1923) was burgemeester van Sint-Kruis van 1896 tot 1921.

## Levensloop
Ferdinand Eugène Antoine Walerand de Maleingreau was de oudste van de vier kinderen van baron Emile de Maleingreau d'Hembise (Brussel, 1829 - Sint-Kruis, 1905) en van Leonie de Peellaert (Brussel 1832 - Sint-Kruis 1919). Hij was de kleinzoon van Eugène de Peellaert.
Hij trouwde met Eva Groverman (Gent, 1868 - Pietra Ligure, Italië, 1926) en ze hadden vijf kinderen, van wie alleen Charles de Maleingreau (1898-1974) voor nakomelingen zorgde.

## Burgemeester
In 1896 werd hij burgemeester van Sint-Kruis in opvolging van graaf Gustave Visart de Bocarmé en bleef dit tot in 1921. Bij het uitbreken van de Eerste Wereldoorlog vervoegde hij zijn legereenheid. Vanaf 1915 en tot het einde van het mandaat van Maleingreau trad Karel Van Robays op als dienstdoende burgemeester. Na de eerste verkiezingen die op de oorlog volgden, werd hij opgevolgd door Charles Casteleyn.
Ferdinand de Maleingreau bewoonde het landhuis 'Nieuwenhove', voormalig buitengoed van de Brugse jezuïeten.
In 1896 werd hij lid van de schuttersgilde Vrije Archiers van Sint Sebastiaan en was er ook enkele jaren stadhouder van.
Na zijn vertrek uit de lokale politiek, was de familie hieruit nog niet volledig verdwenen. Zijn zoon, baron Jean de Maleingreau d'Hembise (Sint-Kruis 1895 - Estcourt Natal, Zuid-Afrika, 1984), werd in 1932 en 1938 tot raadslid verkozen op de lijst van Charles Casteleyn, die echter in de oppositie verzeilde. Zo niet, was hij wellicht schepen geworden.